# Cyrtandra chalcodea
Cyrtandra chalcodea är en tvåhjärtbladig växtart som beskrevs av Friedrich Ludwig Diels. Cyrtandra chalcodea ingår i släktet Cyrtandra och familjen Gesneriaceae. Inga underarter finns listade i Catalogue of Life.